# José Colin Mendoza Bagaforo
José Colin Mendoza Bagaforo (* 30. Januar 1954 in Cotabato City) ist Weihbischof in Cotabato. 

## Leben
José Colin Mendoza Bagaforo empfing am 25. März 1980 die Priesterweihe. Papst Benedikt XVI. ernannte ihn am 2. Februar 2006 zum Titularbischof von Vazari-Didda und Weihbischof in Cotabato. 
Der Erzbischof von Cotabato, Orlando Beltran Quevedo OMI, spendet ihm am 25. April desselben Jahres die Bischofsweihe; Mitkonsekratoren waren Fernando R. Capalla, Erzbischof von Davao, und Angel N. Lagdameo, Erzbischof von Jaro. 